# Copa Campeonato 1906
La Copa Campeonato 1906 fu vinta dall'Alumni Athletic Club.

## Gruppo A
|    | Classifica finale   | Pti | G  | V | N | P | GF | GS | DR  |
| -- | ------------------- | --- | -- | - | - | - | -- | -- | --- |
| 1. | Lomas Athletic Club | 15  | 10 | 7 | 1 | 2 | 23 | 14 | +9  |
| 2. | San Martín Athletic | 12  | 10 | 5 | 2 | 3 | 17 | 9  | +8  |
| 3. | Estudiantes (BA)    | 12  | 10 | 6 | 0 | 4 | 22 | 19 | +3  |
| 4. | San Isidro          | 10  | 10 | 5 | 0 | 5 | 23 | 22 | +1  |
| 5. | Reformer            | 8   | 10 | 4 | 0 | 6 | 30 | 22 | +8  |
| 6. | Barracas Athletic   | 1   | 10 | 1 | 1 | 8 | 8  | 37 | -29 |

## Gruppo B
|    | Classifica finale     | Pti | G | V | N | P | GF | GS | DR  |
| -- | --------------------- | --- | - | - | - | - | -- | -- | --- |
| 1. | Alumni                | 14  | 8 | 7 | 0 | 1 | 28 | 6  | +22 |
| 2. | Quilmes               | 12  | 8 | 6 | 0 | 2 | 26 | 13 | +13 |
| 3. | Belgrano Athletic     | 10  | 8 | 5 | 0 | 3 | 23 | 15 | +8  |
| 4. | Argentino de Quilmes  | 2   | 8 | 1 | 0 | 7 | 5  | 19 | -14 |
| 4. | Belgrano Athletic "B" | 2   | 8 | 1 | 0 | 7 | 9  | 38 | -29 |

## Finale
| Arbitro: | Jordan |

| |            | |
| Lett 24’ El. Brown 35’, 43’ Campbell 80’ (aut.)                                                                               | Marcatori  | |
| Buruca P J. D. Brown D J. G. Brown D Mack C Buchanan C Barron Browne C Weiss A Lett A Watson Hutton A Er. Brown A El. Brown A | Formazioni | P Green D Walker D Campbell C Gebbie C Stirling C Pfeiffer A R. Cotman A D. Cotman A Evans A Jacobs A Lawrie |

## Classifica marcatori[2]
| Gol |  |  | Giocatore     | Squadra           |
| --- |  |  | ------------- | ----------------- |
| 8   |  |  | Eliseo Brown  | Alumni            |
| 8   |  |  | E. R. Hood    | Reformer          |
| 8   |  |  | Percy Hooton  | Quilmes           |
| 8   |  |  | Henry Lawrie  | Lomas Athletic    |
| 8   |  |  | Carlos Whaley | Belgrano Athletic |